# انتونیو کاسادو
انتونیو کاسادو (انگلیسی: Antonio Casado؛ زادهٔ ۲۰ مارس ۱۹۶۱) بازیکن فوتبال اهل اسپانیا است.
از باشگاه‌هایی که در آن بازی کرده‌است می‌توان به باشگاه فوتبال رکریتیوو اوئلوا و باشگاه فوتبال رئال بتیس اشاره کرد.